# Ich will meine Mami!
Ich will meine Mami! (englischer Originaltitel Owl Babies) ist ein Bilderbuch des nordirischen Kinderbuchautors Martin Waddell aus dem Jahr 1992. Die Illustrationen stammen von dem englischen Illustrator Patrick Benson. Die deutsche Erstausgabe erschien 1993 beim Verlag Sauerländer.

## Inhalt
Die drei Eulenbabys Sebu, Leah und Flo leben gemeinsam mit ihrer Eulenmutter in einer Baumhöhle. Eines Nachts wachen die drei Eulenkinder auf und stellen beunruhigt fest, dass ihre Mutter nicht da ist. Während die beiden älteren Eulenkinder Sebu und Leah versuchen, das Fehlen der Mutter rational zu erklären und sich gegenseitig Mut zusprechen, dass sie bald zurückkommen werde, wiederholt Flo unablässig den titelgebenden Satz ‚Ich will meine Mami!‘. Je länger die Mutter ausbleibt, umso größer wird die Unruhe unter den drei Eulenbabys und sie rücken ganz eng zusammen. Die Erleichterung und Freude ist riesengroß, als die Eulenmutter schließlich von ihrem nächtlichen Flug zurückkommt.

## Rezeption
Kate Agnew schreib in ihrer Rezension: „Das Buch ist ein riesiger Erfolg bei Eltern und Kindern. Seine große Stärke beruht auf dem subtilen Zusammenspiel von Text und Illustration. Der stark strukturierte, repetitive und aus kurzen Wörtern bestehende Text erscheint auf den ersten Blick simpel, aber an den entscheidenden Stellen bereiten stilisierte Alliterationen und vielsagende Wechsel hin zu etablierten Strukturen Vorleser und Zuhörer viel Freude.“ D. Hahn fasst in seiner Rezension im Oxford Companion to Children’s Literature das Buch folgendermaßen zusammen: „Ein wunderschönes, fein gezeichnetes, berührendes und letztlich beruhigendes Buch, das bei Eltern und Kindern gleichermaßen beliebt ist.“ Martha V. Parravano schreibt in ihrer Rezension im Horn Book Magazine: „Die mit schwarzer Tusche und Aquarellfarben ausgeführten Illustrationen fangen in jeder Feder und jedem Ausdruck die Sorge und Wachsamkeit der kleinen Eulen ein, aber auch ihre große Freude, wenn die Eulenmutter zurückkehrt.“ In Publishers Weekly heißt es anlässlich einer Neuauflage im Jahr 2002 über das Buch: „Bensons entwaffnende schraffierte Bilder von flauschigen, weitäugigen Eulenbabys und die Verwendung von hellem Text vor schwarzem Hintergrund machen diese süße Geschichte zu einem eindringlich schönen Buch.“
Julia Eccleshare beantwortet im The Guardian die Frage einer Mutter, ob Ich will meine Mami! ein kindgerechtes Buch sei, folgendermaßen: „Bücher werden seit langem eingesetzt, um Kindern eine Möglichkeit zu geben, ihnen vertraute Themen in einem anderen Kontext zu betrachten und zu verstehen. Die Trennungsangst, die im Mittelpunkt von Owl Babies steht, ist für alle Eltern-Kind-Beziehungen von zentraler Bedeutung. Indem sie den Eulenbabies in der Geschichte folgen, erleben die jungen Leser die Intensität der Gefühle, die eine Trennung hervorruft. Es ist schmerzhaft, aber der Schrecken ist nur von kurzer Dauer und wird gemildert; die älteren Geschwister bieten Unterstützung an, und die Mutter kehrt zurück und bringt Futter, ein wichtiges Zeichen der Liebe. Für die Eulenkinder ist alles geklärt, und der kindliche Leser - und seine Eltern! - sollten ebenfalls beruhigt sein.“

## Hintergrund
Martin Waddell war eines Tages einkaufen, als er ein verlorengegangenes Kleinkind beobachtete, das bitterlich weinte und dabei unablässig ‚Ich will meine Mami!‘ von sich gab. Dieses Ereignis inspirierte den Autor nach eigenen Angaben zu diesem Buch.

## Referenzen
Ich will meine Mami! ist in dem literarischen Nachschlagewerk 1001 Kinder- und Jugendbücher – Lies uns, bevor Du erwachsen bist! für die Altersstufe 0–3 Jahre enthalten.

## Ausgaben
- Owl Babies. Walker Books, UK 1992 (englisch).
- Ich will meine Mami! Verlag Sauerländer, 1993. (deutsche Erstausgabe)